# Marko Pešić
Pour les articles homonymes, voir Pešić.
Marko Pešić, né le 6 décembre 1976 à Sarajevo, dans la Yougoslavie, est un joueur allemand de basket-ball. Il évolue au poste d'arrière. Il est le fils de Svetislav Pešić.

## Palmarès
- 3e du championnat du monde 2002
- Finaliste du championnat d'Europe 2005